# Emberiza koslowi
Emberiza koslowi là một loài chim trong họ Emberizidae.